# Другий уряд Миколи Азарова
Після обрання Верховна Рада 7-го скликання за поданням президента Віктора Януковича 13 грудня 2012 затвердила прем'єром Миколу Азарова 252 голосами депутатів від Партії регіонів та комуністів.
Персональний склад другого уряду Миколи Азарова був затверджений указами Януковича 24 грудня 2012 року.
Міністри культури та промислової політики були призначені 5 лютого 2013 року.
28 лютого 2013 року Президент України утворив Міністерство освіти і науки України та Міністерство молоді та спорту України, реорганізувавши Міністерство освіти і науки, молоді та спорту України та Державну службу молоді та спорту України; того ж дня були призначені міністри новоутворених міністерств.
28 січня 2014 року відправлений у відставку. До призначення нового уряду 27 лютого обов'язки прем'єр-міністра виконував тодішній перший віце-прем'єр С. Г. Арбузов.

## Затвердження прем'єра у Верховній Раді
13 грудня 2012 року на своєму ранковому пленарному засіданні Верховна Рада України прийняла Постанову «Про надання згоди на призначення Президентом України Прем'єр-міністром України Азарова М. Я.». Результати поіменного голосування були такими:
| За  | Проти | Утрималися | Не голосували | Всього |
| --- | ----- | ---------- | ------------- | ------ |
| 252 | 129   | 0          | 20            | 401    |

Зокрема, за фракціями:
| Фракція                                               | Кількість депутатів | За  | Проти | Утрималися | Не голосували | Відсутні |
| ----------------------------------------------------- | ------------------- | --- | ----- | ---------- | ------------- | -------- |
| Фракція Партії регіонів                               | 210                 | 208 | 0     | 0          | 0             | 2        |
| Фракція партії Всеукраїнське об'єднання «Батьківщина» | 99                  | 0   | 51    | 0          | 16            | 32       |
| Фракція Політичної партії «УДАР»                      | 42                  | 0   | 38    | 0          | 3             | 1        |
| Фракція Всеукраїнське об'єднання «Свобода»            | 37                  | 0   | 37    | 0          | 0             | 0        |
| Фракція Комуністичної партії України                  | 32                  | 32  | 0     | 0          | 0             | 0        |
| Позафракційні                                         | 24                  | 12  | 3     | 0          | 1             | 8        |

Того ж дня Президент України призначив Азарова прем'єр-міністром.

## Склад уряду
| Посада                                                                           | Посадовець                                                                                 | Область повноважень |
| -------------------------------------------------------------------------------- | ------------------------------------------------------------------------------------------ | --- |
| Прем'єр-міністр                                                                  | Микола Азаров                                                                              | |
| перший віце-прем'єр-міністр                                                      | Сергій Арбузов                                                                             | сфери аграрної політики та продовольства, економічного розвитку, торгівлі, соціальної політики, фінансів, доходів і зборів                                                       |
| віце-прем'єр-міністр                                                             | Юрій Бойко                                                                                 | сфери екології, природних ресурсів, енергетики, вугільної промисловості та промислової політики                                                                                  |
| віце-прем'єр-міністр                                                             | Олександр Вілкул                                                                           | сфери інфраструктури, регіонального розвитку, будівництва та житлово-комунального господарства                                                                                   |
| віце-прем'єр-міністр                                                             | Костянтин Грищенко                                                                         | сфери культури, освіти, науки, молоді, спорту та охорони здоров'я |
| міністр Кабінету міністрів                                                       | Олена Лукаш (24 грудня 2012 — 4 липня 2013)                                                | забезпечує діяльність Кабінету Міністрів України, Прем'єр-міністра України, Першого віце-прем'єр-міністра, віце-прем'єр-міністрів, очолює Секретаріат Кабінету Міністрів України |
| міністр аграрної політики та продовольства                                       | Микола Присяжнюк                                                                           | |
| міністр внутрішніх справ                                                         | Віталій Захарченко (24 грудня 2012 — 21 лютого 2014) Арсен Аваков (в.о., з 22 лютого 2014) | |
| міністр доходів і зборів                                                         | Олександр Клименко                                                                         | |
| міністр екології та природних ресурсів                                           | Олег Проскуряков                                                                           | |
| міністр економічного розвитку і торгівлі                                         | Ігор Прасолов                                                                              | |
| міністр енергетики та вугільної промисловості                                    | Едуард Ставицький                                                                          | |
| міністр закордонних справ                                                        | Леонід Кожара                                                                              | |
| міністр інфраструктури                                                           | Володимир Козак                                                                            | |
| міністр культури                                                                 | Леонід Новохатько                                                                          | |
| міністр молоді та спорту                                                         | Равіль Сафіуллін                                                                           | |
| міністр оборони                                                                  | Павло Лебедєв                                                                              | |
| міністр освіти і науки                                                           | Дмитро Табачник                                                                            | |
| міністр охорони здоров'я                                                         | Раїса Богатирьова                                                                          | |
| міністр промислової політики                                                     | Михайло Короленко                                                                          | |
| міністр регіонального розвитку, будівництва та житлово-комунального господарства | Геннадій Темник                                                                            | |
| міністр соціальної політики                                                      | Наталія Королевська                                                                        | |
| міністр фінансів                                                                 | Юрій Колобов                                                                               | |
| міністр юстиції                                                                  | Олександр Лавринович (24 грудня 2012 — 4 липня 2013) Олена Лукаш (з 4 липня 2013)          | |

28 січня 2014 року прем'єр-міністр Микола Азаров відправлений у відставку, міністри продовжували виконання своїх обов'язків.
21 лютого 2014 року від виконання обов'язків звільнено міністра внутрішніх справ В. Ю. Захарченка.
22 лютого 2014 року виконувачем обов'язків міністра внутрішніх справ призначено А. Б. Авакова.
23 лютого 2014 року звільнені від виконання обов'язків Д. В. Табачник, Л. О. Кожара та Р. В. Богатирьова, 24 лютого — Н. Ю. Королевська, Л. М. Новохатько.
27 лютого 2014 року всі міністри другого уряду Азарова звільнені з посад.

## Діяльність
27 лютого 2013 постановою Кабінету Міністрів України № 187 прийнята Державна програма активізації розвитку економіки на 2013-2014 роки